# عبدول عبدول أمير
عبد البُلبُل أمير هو الاسم الأكثر شيوعًا لأغنية مسرحية موسيقية كُتبت عام 1877 (أثناء الحرب الروسية العثمانية) على يد كاتب الأغاني الإيرلندي بيرسي فرينش، وقاموا بتعديلها بعد ذلك. وتشهيرها لاحقًا على يد عدد من الكتّاب والمؤدين الآخرين. تروي الأغنية قصة بطلَين شجاعَين عبدالله المذكور في العنوان، المقاتل في صفوف العثمانيين، وخصمه إيفان سكافينسكي سكافار (الذي كان اسمه في النسخة الأصلية لفرينش “إيفان بوتشينسكي سكِدار”)، وهو محارب روسي حيث يلتقيان، ويتبادلان التفاخر اللفظي، بعد ذلك ينخرطان في قتال ينتهي بمصرعهما معًا.
كتب بيرسي فرينش الأغنية عام 1877 من أجل أمسية تدخين أثناء دراسته في كلية ترينيتي في دبلن. ويُرجح أنها كانت محاكاة ساخرة لأوبرا هزلية. كانت “وعاء سكيفرز” تشير إلى الخادمات في الكلية، لذا فإن اسم “إيفان بوتشينسكي سكيفار” يوحي بأنه أمير غير نبيل. وبما أن “بُلبُل” هو اسم دارج للعندليب في اللهجات العربية، فقد كان “عبد” بذلك أميرًا متأنقًا يُشَبَّه بالعندليب.

## أسماء النسخ المختلفة
كُتبت أسماء الشخصيات الرئيسية في الأغنية بعدة أشكال متنوعة في النسخ المختلفة من كلماتها. يظهر اسم بطل العنوان أحيانًا بصيغة “أمير” وأحيانًا “أمير” بتشكيل مختلف، كما تختلف طريقة فصل اسمه الأول عن الأوسط من نسخة إلى أخرى؛ ففي الأصل كان يُكتب “عبدالله بُلبُل”، لكنه كثيرًا ما يُورد بصيغة “عبدُ البُلبُل”.
أما اسم خصمه الروسي، فقد خضع لتحريفات أكبر بمرور الوقت؛ إذ ورد في البداية باسم “إيفان بوتشينسكي سكِدار”، لكنه أصبح معروفًا على نطاق واسع باسم “إيفان سكافينسكي سكِفار”، مع تباين ملحوظ في طريقة كتابة كل من الاسم الأوسط واسم العائلة.

## كلمات الأغنية
توجد العديد من النسخ المختلفة لكلمات هذه الأغنية، وتختلف تهجئة أسماء الشخصيات الرئيسية من نسخة لأخرى. النسخة التالية، التي قدمها جيمس ن. هيلي، كاتب سيرة بيرسي فرينش، تُعد على الأرجح النص الأكثر موثوقية المتوفر حاليًا.
ووفقًا لهيلي، فقد باع فرينش حقوق الأغنية مقابل خمسة جنيهات، دون أن يُسجّل حقوق النشر باسمه. وبعد ذلك، اكتشف أن ناشرًا في لندن قام بإنتاج نسخة محرّفة وغير مصرّح بها من الأغنية دون أن يُنسب التأليف إليه.

## النسخة الصريحة (الفاحشة)
ظهرت نسخة ساخرة وبذيئة من الأغنية، تتناول منافسة بين عبد و«إيفان» حول من يستطيع ممارسة الجنس مع عدد أكبر من العاهرات خلال فترة زمنية محددة. نشأت هذه النسخة ضمن الأوساط العسكرية البريطانية، وتُغنّى تقليديًا في أندية الرجبي. إذا رغبت في ترجمة أو عرض نص هذه النسخة، أخبرني، وسأتعامل معها بحذر وبما يتوافق مع السياسات.

## رسوم متحركة
في عام 1941، جرى تحويل الأغنية إلى فيلم كرتوني من إنتاج شركة “مترو جولدوين ماير” بعنوان “عبد البُلبُل أمير”، من إنتاج فريد كويمبي وإخراج هيو هارمان.شارك في أداء الأصوات كل من جوني موراي، وهاري ستانتون، وليون بيلاسكو، وهانز كونرايد، بينما كتب فرانك كروميت كلمات جديدة خاصة بالفيلم.
تضمّن الفيلم رسوماً كاريكاتيرية لعدد من الشخصيات الكوميدية الشهيرة مثل غروتشو ماركس، ولو كوستيلو، وآل ريتز، وظهروا بدور مراسلين صحفيين.
في هذه النسخة، يُصوَّر عبد كشخص متنمّر يضايق صديق إيفان القزم، مما يدفع إيفان للرد عليه بالدوس على قدمه. ويتسم عبد بملامح نمطية لشرير كرتوني من ثلاثينيات وأربعينيات القرن الماضي، مثل شخصية “بلوتو”، حيث يبدو بشفاه غليظة، ولحية كثيفة، وبطن بارز.
تنشب بينهما معركة قصيرة بالسيوف، سرعان ما تتحول إلى شجار بالأيدي ينتهي بسقوطهما معًا في بحيرة متجمدة. وبعد لحظات، يظهران وقد تجمّدا داخل عمود من الجليد، نتيجة انفجار قنبلة زرعها صديق إيفان في ملابس عبد. ينتهي الفيلم دون الإشارة إلى ما إذا كانا سينجوان من التجمّد أم لا.
ورغم التعاطف الظاهر مع شخصية إيفان الروسية، فإنه لا يبدو أن هذا التناول كان ذا دلالة سياسية، إذ بدأ إنتاج الفيلم عام 1940، أي قبل الغزو الألماني للاتحاد السوفيتي، وقبل قيام التحالف البريطاني السوفيتي في يونيو 1941.

## الإعلانات التجارية
في ثمانينيات القرن الماضي، قامت شركة “ويتبريد” للمشروبات بتعديل الأغنية باستخدام كلماتها الخاصة في سلسلة من الإعلانات التجارية على التلفزيون البريطاني. في هذه النسخة، تم تصوير البطلين عبد وإيفان كعشاق لعلامة “ويتبريد بست” للبيرة، حيث كانا يتجادلان حول أمور تافهة مثل نوع الأكواب التي يجب شرب البيرة فيها، بسبب نسيانهم أن “أفضل أنواع البيرة لا تحتاج إلى آداب”.
شارك في هذه الإعلانات كل من ستيفن فراي في دور إيفان، وتوني كوزمو في دور عبد، وتيم ماكنيرني وروي كاسل، وكان الإخراج من توقيع بول ويلاند.
كما ظهرت نسخة معدلة من الأغنية في إعلان لملاءات قطن “سبريغميد” في مجلة “لايف”، في 7 يناير 1952.